# Minuartia akinfiewii
Minuartia akinfiewii är en nejlikväxtart som först beskrevs av Johannes Theodor Schmalhausen, och fick sitt nu gällande namn av Jurij Nikolajevitj Voronov och Grossheim. Minuartia akinfiewii ingår i släktet nörlar, och familjen nejlikväxter. Inga underarter finns listade i Catalogue of Life.